# إليزابيث أمالي أرشيدوقة النمسا
أرشيدوقة إليزابيث أمالي من النمسا (7 يوليو 1878 - 13 مارس 1961) هي أميرة ليختنشتاين بزواجها من أمير ألويس من ليختنشتاين، هي أصغر أبناء أرشيدوق كارل لودفيغ من النمسا من زوجته الثالثة انفانتا ماريا تيريزا من البرتغال، وأيضا هي شقيقة فرانز فرديناند ولي عهد النمسا-المجر بوفاته اشتعلت الحرب العالمية الأولى، وأيضا هي والدة فرانز جوزيف الثاني أمير ليختنشتاين، وجدة أمير الحالي هانز آدم الثاني.